# Eucereon chloraenoma
Eucereon chloraenoma är en fjärilsart som beskrevs av George Francis Hampson 1914. Eucereon chloraenoma ingår i släktet Eucereon och familjen björnspinnare. Inga underarter finns listade i Catalogue of Life.